# Jeronýmovy dny
Jeronýmovy dny jsou pořádané od roku 1994 zpravidla druhý víkend v listopadu Jednotou tlumočníků a překladatelů (JTP) ve spolupráci s Komorou soudních tlumočníků (KST ČR), Asociací konferenčních tlumočníků (ASKOT), Českou komorou tlumočníků znakového jazyka a Obcí překladatelů. JTP je označuje jako festival tlumočení a překladu. Je to série odborných přednášek, prezentací, seminářů a besed o práci tlumočníků, překladatelů a terminologů, technických prostředcích, softwaru, zdrojích informací, českých i evropských právních předpisech a vzdělávání. Program doplňují prezentace na aktuální politická a sociální témata a společenská setkání.
Akce je pojmenována podle sv. Jeronýma (cca 347 – 420), jednoho z církevních Otců, autora překladu bible do latiny. Je proto považován za patrona překladatelů (tlumočníci a terminologové vlastní patrony nemají).